# Enterprise 128
Enterprise — 8-разрядный домашний компьютер на основе процессора Zilog Z80A.
Был выпущен в 1985 году в Англии ограниченным тиражом.
Выпускался в двух вариантах: Enterprise 64 с 64 КБ ОЗУ и Enterprise 128 с 128 КБ.

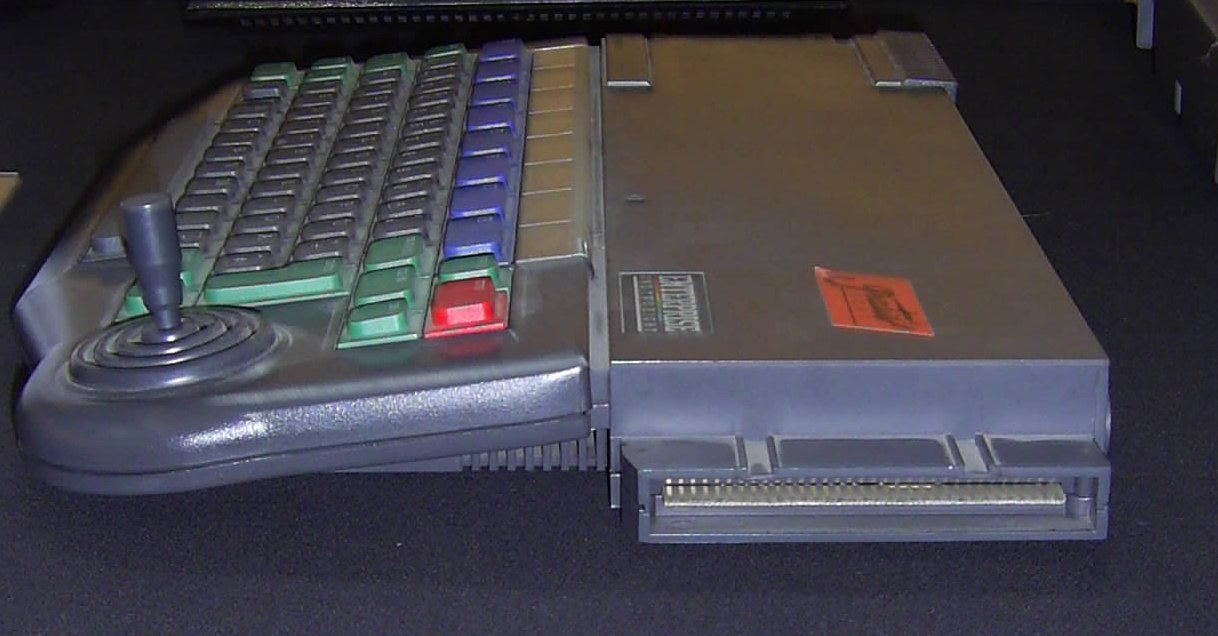
Вид справа

Машина имела процессор Zilog Z80A с тактовой частотой 4 МГц, 64 Кб/128 Кб ОЗУ и 48 КБ ПЗУ, содержащим операционную систему EXOS и интерпретатор BASIC. Корпус был уникален для того времени (по крайней мере, в Великобритании): он содержал полноразмерную мембранную клавиатуру с программируемыми функциональными клавишами и джойстик.
Машина была сконструирована специально для игр. Сопроцессоры разгружали центральный процессор от рутинной работы: графический сопроцессор «Nick» и звуковой «Dave». Компьютер имел восемь графических видеорежимов, от 180x80 точек при 256 цветах на точку (одна точка задаётся одним байтом, что упрощает программирование) до 672x512 точек при двух цветах на точку (монохромная графика, режим интерлейса), 4-канальный стереозвук.
В отличие от многих других домашних компьютеров того времени, Enterprise поставлялся с целым набором соединительных кабелей. Компьютер располагал рядом портов: RGB-выход, последовательный порт RS232/RS423, порт принтера Centronics, два порта для внешних джойстиков, интерфейс для кассетного магнитофона, слот картриджа ПЗУ и обычный порт расширения. Однако, для экономии, некоторые порты не выводились на корпус, а лишь были разведены на печатной плате.
Стандартное ПЗУ с Бейсиком могло быть заменёно вставкой картриджа на ПЗУ, эмулирующее ZX Spectrum, что теоретически позволяло запускать на Enterprise тысячи игр, уже имеющихся для Spectrum. Позже появился привод гибких дисков для Enterprise с поддержкой программ для CP/M.

## Технические характеристики
- Процессор: Zilog Z80A, 4 МГц
- Сопроцессоры: Nick (видео), Dave (аудио)
- Память:
  - RAM: 64 Кб (50 Кб доступно Бейсику). 128 Кб для второй модели. Максимально — 4 Мб(4096 Кб)
  - VRAM: 64 Кб
  - ROM: 32 Кб
- Видеорежимы:
  - Текстовые режимы: до 84x28 (84x56 в интерлейсе)
  - Графические режимы: до 672x256 (672x512 в интерлейсе)
  - количество цветов: до 256
- Звук: 3 канала + 1 канал шума, 8 октав, стерео, Низкочастотные и Высокочастотные фильтры.
- Габариты: 40x27x2.5 см
- Порты: RGB Видео / Аудио вывод, слот подключения картриджей ROM, порт расширения, 2 интерфейса кассет, 2 внешних джойстика, RS232/RS423, Centronics, внешний дисковод 3½ дюйма (в MS-DOS формате; через порт расширения)
- Клавиатура: жесткий пластик, мембранная, 69 клавиш, встроенный джойстик
- Встроенное ПО: EXOS (Enterprise Expandable Operating System), IS-Basic

## Интересные факты
В начале 1990-х годов компьютеры «Enterprise» использовались для вёрстки журналов одним из крупнейших советских издательств «Молодая гвардия».
В то время активно рекламировался журналом Техника-молодежи. (Например, июльский номер 1991г).
При создании компьютера «Videoton TVC» за основу был взят «Enterprise».